# Stauranderaster
Stauranderaster is een geslacht van uitgestorven zeesterren die leefden tijdens het Laat-Krijt.

## Beschrijving
Deze zeesterren hadden een lichaam met vijf lange, smalle armen en een middelgrote, uit tamelijk grote afgeronde plaatjes bestaande centrale schijf. Dankzij de grote, elkaar overlappende, marginale plaatjes langs de armen waren deze flexibel. De normale diameter bedroeg ongeveer tien centimeter.

## Leefwijze
Deze soorten bewoonden de zeebodem en voedden zich met kleine dieren die voorkwamen in het sediment, en met aas.